# Candy Loving
Candy Loving (de son vrai nom Candis Loving, née le 4 septembre 1956 à Oswego, Kansas) est une playmate et modèle américaine. Elle a été Miss Janvier pour le numéro de janvier 1979 du magazine Playboy, c'est-à-dire playmate du 25e anniversaire du magazine. Son dépliant central a été photographié par Dwight Hooker.

## Jeunesse
Candis Loving est née à Oswego, dans le Kansas, le 4 septembre 1956 et a déménagé à Ponca City, dans l'Oklahoma, à l'âge de trois ans avec ses parents, ses sœurs Cassi et Cari et son frère Kevin. Ses parents se sont séparés  quand elle avait 10 ans. Elle a obtenu son diplôme du lycée de Ponca City en 1974 et a épousé Ron Prather. Elle s'est ensuite inscrite à la faculté de journalisme de l'Université d'Oklahoma.

## CarrièrePlayboy
En 1978, le magazine Playboy a lancé la Great Playmate Hunt (Grande chasse aux Playmates) pendant un an pour son 25e anniversaire. Alors étudiante, Candy travaillait dans un magasin d'habillement et comme serveuse quand elle vit l'annonce dans la presse. Sur l'instigation de son mari de l'époque, Candy a pris part au concours et le photographe Dwight Hooker a réalisé les photos test. Sept mois plus tard, la jeune femme alors âgée de 22 ans a devancé plus de 3.500 autres concurrentes par sa beauté naturelle, son apparence de girl next door (fille d'à côté) et son nom qui semblait prédestiné pour devenir playmate ; elle reçut un cachet de 25.000 $. L'article qui lui a été consacré est paru dans le numéro de janvier 1979, le plus volumineux de l'histoire du magazine, avec 410 pages pour 771g. Cette année-là, elle profita de sa nouvelle notoriété et déménagea en Californie pour y continuer une carrière d'actrice et de mannequin. Elle a parcouru le monde en tant qu'ambassadrice de Playboy,,,.

## AprèsPlayboy
En 1981, elle réalisa que la vie des célébrités n’était pas faite pour elle et elle se réinscrivit à l’Université de l’Oklahoma à l’âge de 25 ans pour terminer ses études de journalisme et obtenir son diplôme, puis commença une maîtrise en relations humaines. Elle a continué à faire de la publicité pour le magazine pendant et après ses études, mais elle a commencé à abandonner progressivement ce mode de vie. La vie dans l'environnement de Playboy avait eu des conséquences néfastes sur son mariage : elle se sépara de celui qui l'avait poussée vers l'aventure Playboy ; elle rencontra plus tard le joueur de ligne offensive (football américain) Dave Reavis des Buccaneers de Tampa Bay alors que tous deux étaient juges dans un concours de beauté. Elle le suivit à Tampa en juillet 1983. Bien que cette relation n'ait pas duré, elle est restée par la suite dans le sud de la Floride et a travaillé dans le secteur de la santé pour élaborer des programmes d'avantages sociaux pour les entreprises,. Elle n'est plus mariée mais est la mère d'une fille qui a obtenu son diplôme en mai 2013 

## Filmographie
- Dance Fever (Série télé) (1979) comme elle-même
- The Misadventures of Sheriff Lobo jouant elle-même dans l'épisode Qui est la fille la plus sexy du monde (épisode n° 1.15) du 19 février 1980
- Woody Allen ' Stardust Memories (1980) seulement dans la scène à la fin comme la petite amie de Tony
- Playboy Playmates: les premières années (documentaire) (1982) comme elle-même
- Playboy Video Centerfold: Playmate 2000 Bernaola Twins (documentaire vidéo) (2000) comme elle-même
- Playboy: The Party Continues (documentaire) (2000) comme elle-même
- Playboy: The Ultimate Playmate Search (documentaire) (2003) comme elle-même
- Playboy: 50 Years of Playmates (documentaire) (2004) comme elle-même

## Voir également
- Liste des Playmates des années 1970